# Gerbillus brockmani
Gerbillus brockmani är en däggdjursart som först beskrevs av Thomas 1910.  Gerbillus brockmani ingår i släktet Gerbillus och familjen råttdjur. IUCN kategoriserar arten globalt som otillräckligt studerad. Inga underarter finns listade i Catalogue of Life.
Denna ökenråtta är bara känd från norra Somalia. Den lever där i torra kulliga regioner.